# Eclissi solare del 18 aprile 1931
L'eclissi solare del 18 aprile 1931 è stato un evento astronomico che ha avuto luogo il suddetto giorno attorno alle ore 00:45 UTC. Tale evento ha avuto luogo nell'Asia centrale e orientale, nel Nord America e in aree circostanti. L'eclissi del 18 aprile 1931 divenne la prima eclissi solare nel 1931 e la 71ª nel XX secolo . La precedente eclissi solare ebbe luogo il 21 ottobre 1930, la seguente il 12 settembre 1931.
Solitamente avvengono due eclissi solari all'anno; nel 1935 ne sono avvenute cinque, l'unico anno del XX secolo che ha avuto il maggior numero di eclissi solari. Le suddette sono state quattro eclissi solari parziali e una eclissi solare anulare.
Il giorno della luna nuova (novilunio), la differenza tra le distanze apparenti di luna e sole osservate sulla terra è estremamente piccola. In tale momento, se la luna si trova in prossimità del nodo lunare, cioè uno dei due punti in cui la sua orbita interseca l'eclittica, si verifica un'eclissi solare. Quando vi è assenza di ombra e la penombra raggiunge parte dell'estremità settentrionale o meridionale della terra, si verifica un'eclissi solare parziale, che si verifica quindi presso le regioni polari della Terra. 

## Percorso e visibilità
Questa eclissi parziale era visibile nella maggior parte dell'Indocina tranne la costa meridionale della penisola coreana, era visibile in Asia meridionale, Unione Sovietica orientale, Asia centrale, Groenlandia, Canada settentrionale. A seconda del fuso orario, nella maggior parte dell'Asia e dell'Europa l'eclissi solare è avvenuta il 18 aprile, mentre in Nord America il 17 aprile.

## Eclissi correlate

### Eclissi solari 1928 - 1931
Questa eclissi è un membro di una serie semestrale. Un'eclissi in una serie semestrale di eclissi solari si ripete approssimativamente ogni 177 giorni e 4 ore (un semestre) in nodi alternati dell'orbita della Luna.